# Dull Care
Pour plus de détails, voir Fiche technique et Distribution.
Dull Care est un film muet américain de comédie réalisé en 1919 par Larry Semon dans lequel Oliver Hardy est un des interprètes.

## Synopsis
Larry est un détective qui fait face à plusieurs voyous.

## Fiche technique
- Titre : Dull Care
- Titre alternatif : The Sleuth (littéralement : Le Limier)
- Réalisation : Larry Semon
- Scénario :  Larry Semon
- Producteur : Albert E. Smith
- Production : Vitagraph Company of America
- Pays de production :  États-Unis
- Durée : 600 mètres (2 bobines)
- Format : noir et blanc
- Langue : muet
- Genre : comédie
- Dates de sortie :
  - États-Unis : 6 octobre 1919
  - Allemagne : 21 avril 1925

## Distribution
- Larry Semon : Larry, un détective
- William Hauber : chef Crook (comme Bill Hauber)
- Frank Alexander : chef de la police
- Lucille Carlisle : l'épouse du chef de la police
- Oliver Hardy : un concierge (comme Bebe Hardy)
- Al Thompson
- James Donnelly